# Andi Naude
Andi Naude, née le 10 janvier 1996, est une skieuse acrobatique canadienne. Elle fait partie de l'équipe olympique canadienne pour les jeux olympiques d'hiver de 2018. Elle termine en 6e position lors de la finale de l'épreuve des bosses.